# 辛酉一歌詩
〈辛酉一歌詩〉，又稱為〈天地會的紅旗反〉、〈戴萬生反清歌〉，是流傳於台灣日治時期的一首歌仔，也是一篇台語白話文學作品。本歌原本是彰化藝人楊清池所彈唱的唸歌唱詞，原始作者不詳，由文學家賴和於1925年左右將之紀錄為台語漢字，並附上註解；後於1936年由楊守愚整理並發表在《台灣新文學》雜誌中。本歌與傳統歌仔七字仔不同，是一首句型長短不一的「雜唸仔」作品，全文約7000字。本歌僅留下文字紀錄，其樂譜已經亡佚。歌詞內容主要敘述發生於清治同治元年（1862年）的戴潮春事件，因導火線為辛酉年（咸豐十一年，1861年）而得名。本歌極力鋪寫「官逼民反」之導火線，與〈台灣民主歌〉並稱為「台灣革命歌謠的雙璧」。

## 內容
〈辛酉一歌詩〉內容積極鋪寫戴潮春事件前夕「官逼民反」的導火線，對於咸豐十一年台灣道道台孔昭慈剝削台灣府城百姓的種種惡行有很生動的描寫。歌詞中，將敘述的重點投射在武裝起事者，台灣百姓有著強悍的性格形象，對於清朝官員被台灣人打殺的描述也十分地生動，其目的便是為了顯現這些貪官惡吏的罪有應得。〈辛酉一歌詩〉的內容有一定程度代表了在抗清事件爆發前後的台灣民間社會情況，因此常被用於與其他史料或文學作品做比對。在當時台灣部分知識份子對事件的記述中，如陳肇興的《咄咄吟》、林占梅的《潛園琴餘草》和吳子光的《一肚皮集》，認為被殺害的道台孔昭慈和台灣鎮總兵林向榮是憂國憂民的好官，另外也都極力贊揚台灣地方義首和仕紳英勇剿賊（戴潮春）之義行，這與在〈辛酉一歌詩〉中百姓聞孔林二人死訊而歡天喜地並且讚賞「賊首」的論調與內容南轅北轍。